# Florian Wildgruber

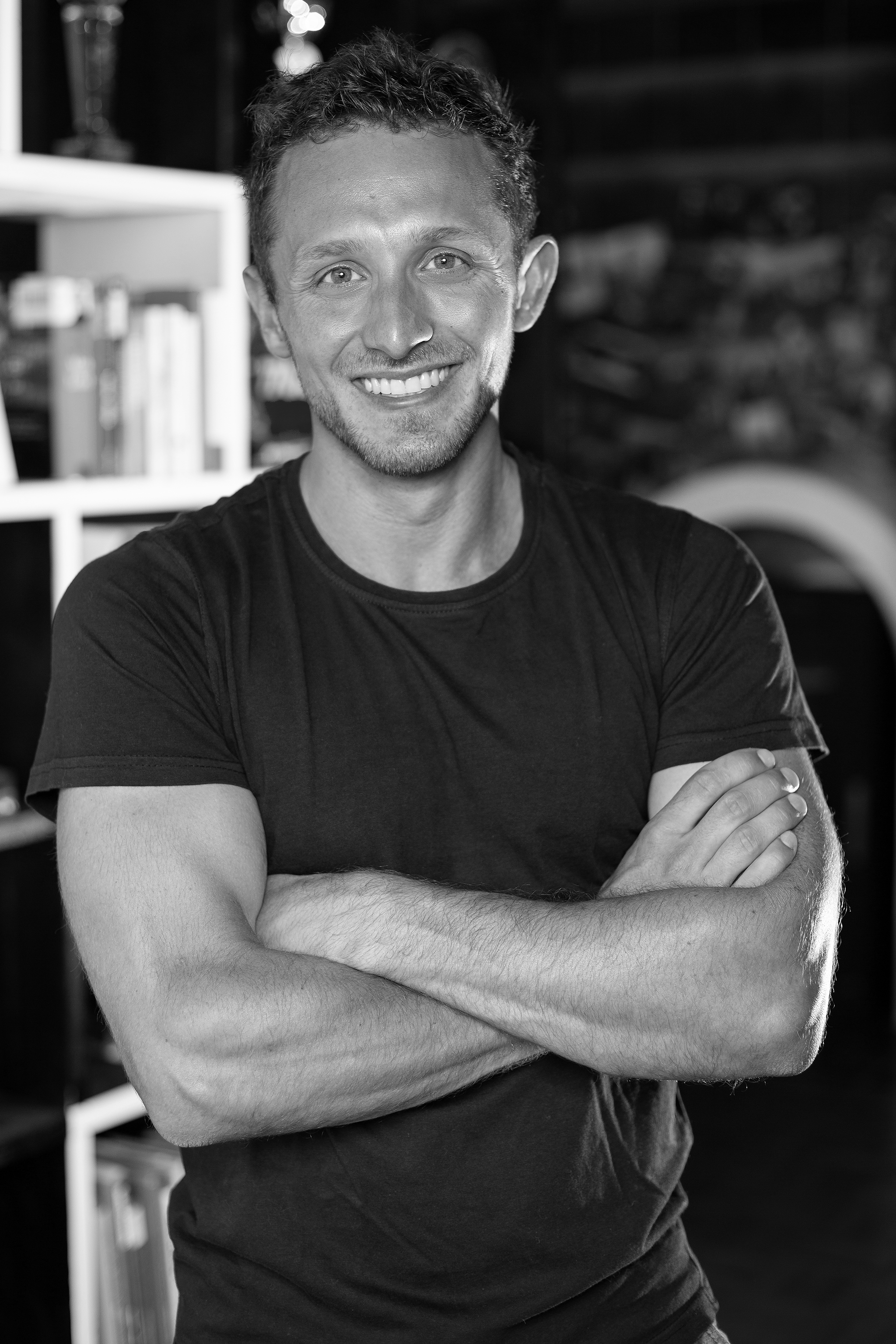
Florian Wildgruber

Florian Wildgruber (* 26. Juli 1991 in Freising) ist ein deutscher  Vortragsredner und Autor. Als Redner gewann er 2016 den Österreichischen Speaker-Slam.

## Leben
Florian Wildgruber kam in Freising zur Welt, wo er auch aufwuchs. Nach der Schulausbildung begann er ein duales Studium an der DHfPG, einer staatlich anerkannte Fachhochschule in privater Trägerschaft. Im Jahr 2009 verließ er als jüngster Absolvent des Jahrgangs mit dem Master in Prävention und Gesundheitsmanagement (Schwerpunkte Sportpsychologie und Coaching) die Ausbildung.

## Sport
Schon von Kindheit an war Wildgruber ein begeisterter Sportler. Dabei war nach seiner Geburt zuerst nicht klar, ob er jemals würde normal laufen können. Eine halbseitige Lähmung, eine Hüftdysplasie, ein Klumpfuß und ein Schiefhals erforderten intensive physiotherapeutische Maßnahmen, die sich über ein Jahr hinzogen. Danach probierte er sich an verschiedenen Sportarten aus, bevor er dann mit 10 Jahren beim Handball landete. Dort schaffte er es als Torhüter bis in die Bayernauswahl, musste jedoch 2009 den Traum vom Profi-Handballer auf Grund seiner Körpergröße von 173 cm aufgeben. Wenige Monate danach begann er mit dem Triathlon. 2013 konnte er sich beim Ironman 70.3 Wiesbaden mit dem 2. Platz in seiner Altersklasse, 41. Platz der Gesamtwertung, für die inoffizielle 70.3 Triathlon WM in Henderson (Nevada) (USA) qualifizieren. Dort belegte er den 6. Platz in seiner Altersklasse sowie den 99. Platz in der Gesamtwertung. Bei seinem Langdistanz-Debüt 2015 beim Ironman Florida, einem reinen Amateurrennen, gelang ihm der Sprung auf Platz 5, womit er sich einen der Slots für die Ironman-WM auf Hawaii sicherte. Er erreichte dort 2016 das Ziel auf Platz 478 in 10:02:43 Std. Im gleichen Jahr konnte er in Wiesbaden bei der Ironman EM auf der Halbdistanz seine Altersklasse gewinnen und in der Gesamtwertung den 22. Platz belegen.

## Redner
Während seiner Zeit als Triathlet sammelte Wildgruber Erfahrungen auf der Bühne. Mittlerweile ist er als professioneller Speaker unterwegs. Als Experte zum Thema Potentialentwicklung hält er in Unternehmen, Universitäten, Schulen und bei öffentlichen Veranstaltungen Vorträge zum Thema Motivation und persönliche Stärken.
Im April 2016 gewann Florian Wildgruber als jüngster Teilnehmer den Österreichischen Speaker-Slam.

## Publikationen
- Stärke – Warum wir alle mehr können, als wir glauben. Bod, Norderstedt 2017, ISBN 978-3-7460-1376-3
- STOPP MIMIMI - Warum Aufgeben keine Option ist. BoD, Norderstedt 2017, ISBN 978-3-7481-4908-8.

## Auszeichnungen
- Sportler des Jahres in Freising 2013, 2014, 2016
- Gewinner des österreichischen Speaker-Slams 2016